# Brigitte Ornstein
Elisabeth Signe Brigitte Ornstein, född 2 oktober 1931 i Berlin, Tyskland, död 21 juni 2016 i Stockholm, var en svensk skådespelare och regissör.
Hon var från 1955 gift med skådespelaren Jörgen Barwe, med vilken hon fick två söner. Brigitte Ornstein är begravd på Norra begravningsplatsen utanför Stockholm.

## Filmografi
- 1954 – Storm över Tjurö
- 1954 – Taxi 13
- 1967 – Kullamannen (TV-serie)
- 1972 – Rävspel (TV-serie)
- 1976 – Långt borta och nära
- 1979 – Våning för 4 (TV-serie)
- 1996 – Ett sorts Hades (TV-teater)

## Teater

### Roller (ej komplett)
| År   | Roll                    | Produktion                                                           | Regi                 | Teater                           |
| ---- | ----------------------- | -------------------------------------------------------------------- | -------------------- | -------------------------------- |
| 1957 | Rosaura                 | En resande Maurice Druon                                             | Carl Johan Ström     | Göteborgs stadsteater            |
| 1960 |                         | Plötsligt i somras Tennessee Williams                                | Lennart Olsson       | Uppsala-Gävle Stadsteater        |
| 1963 |                         | Den inbillade sjuke (Le Malade imaginaire) Molière                   | Hans Abramson        | Malmö stadsteater                |
| 1964 |                         | Bernardas hus (La casa de Bernarda Alba) Federico García Lorca       | Eva Sköld            | Malmö stadsteater                |
| 1966 |                         | Orkestern Jean Anouilh                                               | Eva Sköld            | Malmö stadsteater                |
| 1967 |                         | Snobben Carl Sternheim                                               | Lennart Olsson       | Malmö stadsteater                |
| 1968 |                         | Kvinnorna från Shanghai eller Ett fall av hjärntvätt Tore Zetterholm | Per Siwe             | Malmö stadsteater                |
| 1968 |                         | Trojanskorna Euripides                                               | Eva Sköld            | Malmö Stadsteater                |
| 1969 |                         | Alla har trädgård Edward Albee                                       | Lennart Olsson       | Malmö stadsteater                |
| 1972 | Fru Stockman            | En folkfiende Henrik Ibsen                                           | Torsten Sjöholm      | Norrköping-Linköping stadsteater |
| 1972 | Johanna Markhammar      | Hoppsan i sängen Ray Cooney och John Chapman                         | John Zacharias       | Norrköping-Linköping stadsteater |
| 1973 | Madame Cathérine        | Brott och brott August Strindberg                                    | John Zacharias       | Norrköping-Linköping stadsteater |
| 1973 |                         | Kungens rosor Bertil Norström och Lars Gerhard Norberg               | Lars Gerhard Norberg | Norrköping-Linköping stadsteater |
| 1974 | Desirée Armfeldt        | Sommarnattens leende Stephen Sondheim och Hugh Wheeler               | Torsten Sjöholm      | Norrköping-Linköping stadsteater |
| 1974 | Célimène                | Misantropen efter Molière Tony Harrison                              | Torsten Sjöholm      | Norrköping-Linköping stadsteater |
| 1975 | Charlotta Ivanovna      | Körsbärsträdgården Anton Tjechov                                     | Gunnel Lindblom      | Norrköping-Linköping stadsteater |
| 1975 | Charlotte von Feilitzen | Predikare-Lena Tore Zetterholm                                       | Lars Gerhard Norberg | Norrköping-Linköping stadsteater |
| 1976 | Roxie Hart              | Chicago Fred Ebb, Bob Fosse och John Kander                          | Torsten Sjöholm      | Norrköping-Linköping stadsteater |
| 1977 |                         | Riter Maureen Duffy                                                  | Gun Jönsson          | Norrköping-Linköping stadsteater |
| 1977 | Ino                     | Backanterna Euripides                                                | Gun Jönsson          | Norrköping-Linköping stadsteater |

### Regi (ej komplett)
| År   | Produktion                                     | Upphovsmän                                                       | Teater                           |
| ---- | ---------------------------------------------- | ---------------------------------------------------------------- | -------------------------------- |
| 1974 | Vår slutna värld Oberösterreich                | Franz Xaver Kroetz Översättning Thomas Kinding                   | Norrköping-Linköping stadsteater |
| 1975 | Leka med elden                                 | August Strindberg                                                | Norrköping-Linköping stadsteater |
| 1976 | Måsen Чайка, Tjajka                            | Anton Tjechov Översättning Astrid Bæcklund och Herbert Grevenius | Norrköping-Linköping stadsteater |
| 1985 | Underjordens leende                            | Lars Norén                                                       | Östgötateatern                   |
| 1985 | Gertrude Stein, Gertrude Stein, Gertrude Stein | Marty Martin                                                     | Dramaten                         |
| 1988 | Farliga förbindelser Dangerous Liasions        | Christopher Hampton                                              | Dramaten                         |

### Fotnoter
1. ↑  Dödsannons
2. ↑  ”Brigitte Ornstein”. Svensk Filmdatabas. http://sfi.se/sv/svensk-filmdatabas/Item/?type=PERSON&itemid=64523&iv=OVERVIEW. Läst 3 februari 2013.
3. ↑  SvenskaGravar
4. ↑  Ebbe Linde (16 februari 1957). ”'Stolarna' och 'En resande' på Göteborgs stadsteater”. Dagens Nyheter:  s. 10. http://arkivet.dn.se/arkivet/tidning/1957-02-16/46/10. Läst 31 augusti 2015.
5. ↑  S B-l (6 februari 1960). ”Plötsligt i somras”. Dagens Nyheter:  s. 9. https://arkivet.dn.se/tidning/1960-02-06/35/9. Läst 10 juni 2018.